# もう かえってくれないかっ
『もう かえってくれないかっ』は、ふじまつによる日本の漫画作品。
『別冊マーガレット』（集英社）にて連載された。2009年8月25日に単行本1巻が発売された。

## 概要
留学するため宇宙のとある星から地球にやってきたワタナ・ベーと、彼の家に勝手に住み着いている先輩のオ・カーダ、さらにワタナ・ベーの友人である春山さんと林くんの日常を描くギャグ漫画。2007年8月号から「もう かえってくれないか」（最後の「っ」が当初はなかった）として短期集中連載を開始。当初3回の予定だったが好評につき1回延長。そして2008年1月号から現タイトルで本格連載が開始された。
また、『デラックスマーガレット』（集英社）でも、「もうかえ外伝 エイリアン○○」を2008年3月号から掲載している（詳細は後述）。
2009年9月号ではコミックス発売記念特別編として『週刊少年ジャンプ』にて連載中の「いぬまるだしっ」（大石浩二作）とのコラボレーション漫画を掲載した。

## 主な登場人物
ワタナ・ベー（渡辺）
留学のため地球にやってきた宇宙人で、日本の中学校に通っている。友達や先生からは「渡辺」、オ・カーダからは「ベー」と呼ばれている。先輩のオ・カーダには一見丁寧に接しているようだが本心では勝手に自分の家に住み着いたオ・カーダを疎ましく思っている。常に触角が出っぱなしだが今のところ春山さんと林くん以外に彼が宇宙人だと気付いた人はいない。
オ・カーダ
本作の主人公。勝手に後輩のワタナ・ベーの家に住み着き、常に暇そうにしている。ワタナ・ベーが何かをしようとすると必ずひどい目に遭う。性格は常に尊大でナルシスト。故郷では発掘現場に勤務していたがクビになったらしい。春山さんと林くんからはそれぞれ「オカダ」「オカダさん」と呼ばれている。
春山さん
ワタナ・ベーの友人の一人。基本的には常識がありまともな人で、いつも冷静。ツッコミ役。
林くん
ワタナ・ベーのもう一人の友人。純朴な少年だがオ・カーダに巻き込まれる形で不幸な目に遭うことが多い。
スッポンポン
オ・カーダのペットだが、全くなついていない。謎の多い生物で、日本語を話すことができる。通称・ポンちゃん。

## もうかえ外伝 エイリアン○○
『デラックスマーガレット』にて2008年3月号から掲載されており、タイトルの○○の部分にはオ・カーダが扮する職業が入る（例えば3月号は「先生」で、5月号では｢侍｣）。本誌と比べるとワタナ・ベーの出番が少なく、オ・カーダがボケに回ることが多い。また、春山さんと林くんの出番が若干多めになっている。ただし、普通の「もうかえ」が掲載されている時もある。
2009年からは普通の「もうかえ」が掲載されることが多い。また、現在は『ザマーガレット』にも掲載されている。